# Arcangelo Corelli
Arcangelo Corelli, italijanski baročni violinist in skladatelj, * 17. februar 1653, Fusignano, † 8. januar 1713, Rim.
Kot eden najbolj vplivnih glasbenikov svojega časa je deloval po večjemu delu Evrope. Arcangelo Corelli (1653-1713) je bil eden maloštevilnih skladateljev svojega obdobja, ki je že v času svojega življenja užival mednarodni sloves. 

## Življenjepis
Arcangelo Corelli se je rodil v Fusignanu blizu Ravene. Violino je študiral najprej v Faenzu, kasneje pa v Bologni, kjer je študiral tudi kontrapunkt. V Bologni je postal tudi član filharmonične akademije. Leta 1671 se je preselil v Rim, kjer je živel do svoje smrti leta 1713. Bil je član Arkadije - literarne akademije. Leta 1687 je postal glasbeni učitelj kardinala Pietra Ottobonija, nečaka papeža Aleksandra VIII. Kljub temu, da je živel v palači, se je vedel kot asket in duhovnik. Bil je goreč ljubitelj umetnosti in veliko denarja namenjal za nakup slik. 
Poleg skrbi za umetniške dejavnosti pri kardinalu Ottoboniju, je poučeval violino učence, ki so pozneje postali pomembni violinisti tistega časa: Francesco Geminiani, Pietro Antonio Locatelli. Ves čas pa je živel tudi od skladateljevanja.

## Delo
Corellijeva »produktivnost« je bila veliko večja, kot jo izkazuje do danes ohranjena zbirka njegovih notnih zapisov. Corelli je številna dela ustvaril po naročilu svojih aristokratskih pokroviteljev, ki jih je oskrboval z glasbo za bankete in podobne priložnosti, obenem pa je skladal tudi glasbo, ki je spremljala različne javne posvetne in cerkvene slovesnosti. Ta razcepljenost med ustvarjanjem za zasebne in javne priložnosti se kaže tudi v dihotomiji samega Corellijevega opusa. Na eni strani imamo tako solistične in sonate za trio, na drugi pa tako imenovane concerte grosse, za izvedbo katerih je potreben večji orkester.
Njegovioh 72 skladb je razdeljenih v šest zbirk: opusi I. II. III. in IV so triosonate tako cerkvene kot komorne, napisane za dve violini in basso continuo, ki jih je spremljal čembalo ali orgle pa tudi violončelo. V V. opusu je dvanajst sonat za violino in basso continuo. VI. opus vsebuje dvanajst concertov grossov za godalni oprkester.  Ostala dela, ki jih je napisal za različne priložnosti, niso bila objavljena.
Corelli velja za genija concerta grossa. Poznal je dve obliki in sicer za večji ansambel koncertantnih glasbil in concertino za manjši ansambel. Obe obliki sta se menjavali in tako oblikovali zanimivo glasbeno govorico.
Corelli je bil tudi reformator na področju instrumentalne glasbe, saj je zahteval jasno izvajanje napisane glasbe in ne kot je bilo do tedaj v navadi, da so izvajalci radi pretiravali (barok in manierizem).